# 中华全国供销合作总社南京野生植物综合利用研究所
中华全国供销合作总社南京野生植物综合利用研究所（简称南京野生植物综合利用研究所）始建于1978年，隶属于中华全国供销合作总社，是一家专门从事野生及经济植物资源保护和利用研究的研究机构。

## 下设机构
- 植物资源与化学研究所
- 天然日化研究所
- 生物与食品工程研究所
- 生物化工与微生物应用研究所

## 主办刊物
- 《中国野生植物资源》